# Edwyn Alexander-Sinclair
Ne doit pas être confondu avec Alexander Sinclair.
Edwyn Sinclair Alexander-Sinclair (né Alexander ; 12 décembre 1865 - 13 novembre 1945) est un officier écossais de la Royal Navy, connu pour avoir tiré les premiers coups de feu de la bataille du Jutland, et pour avoir dirigé une escadre de croiseurs légers dans la Baltique pour soutenir l'indépendance de l'Estonie et de la Lettonie de 1918 à 1919.

## Biographie

### Jeunesse
Edwyn Alexander-Sinclair est né à Malte, deuxième fils du capitaine John Hobhouse Inglis Alexander de la Royal Navy, qui sert comme aide de camp de la reine Victoria, et d'Isabella Barbara Hume, fille de Thomas Cochrane Hume. Il hérite de la propriété de Southbar de son frère aîné en 1892 et deux ans plus tard, il adopte le nom supplémentaire de Sinclair en héritant du domaine de Freswick dans le Caithness.
Ses grands-parents paternels sont Boyd Alexander, Lord de Southbar et Ballochmyle, et Sophia Elizabeth Hobhouse, fille de Sir Benjamin Hobhouse, 1er Baronet et sœur de John Hobhouse, 1er baron Broughton. Le frère aîné de son père est l'homme politique Sir Claud Alexander, 1er baronnet.

### Carrière militaire
Alexander-Sinclair entre dans la Royal Navy en tant que cadet en 1879 à l'âge de 14 ans, devenant un midshipman 2½ ans plus tard. Edwyn Sinclair Alexander-Sinclair fait ses études à Twyford School,. Il a été nommé lieutenant en 1890 et sert comme lieutenant de pavillon de l'amiral Tracey et de l'amiral Sir Michael Culme-Seymour, obtenant une promotion de commandant en janvier 1901. Il a ensuite deux commandements en mer, le destroyer Albatross à partir de février 1902 servant à la Mediterranean Station à partir de mai de la même année ; et après l'avoir payé en janvier 1904, le navire de dépêche HMS Surprise jusqu'en 1905.
Alexander-Sinclair est promu capitaine en 1905 et est nommé commandant du Royal Naval College, Osborne, où il sert jusqu'en 1908, date à laquelle il est nommé membre de l'Ordre royal de Victoria. Entre mai 1911 et août 1913, il est capitaine du HMS Victory, le navire amiral du Commander-in-Chief, Portsmouth (commandant en chef).
En 1914, au début de la Première Guerre mondiale, Alexander-Sinclair est capitaine du cuirassé dreadnought HMS Temeraire, avant de battre pavillon sur le HMS Galatea à partir de 1915 en tant que commodore du 1er escadron de croiseurs légers. Il est nommé Compagnon de l'Ordre du Bain pour son rôle dans la destruction du Zeppelin L 7 le 4 mai 1916. Le 31 mai 1916, c'est le 1st Light Cruiser Squadron sous les ordres d'Alexander-Sinclair qui engage pour la première fois des navires de reconnaissance de la flotte allemande de haute mer et signale "ennemi en vue", ce qui conduit à la bataille du Jutland, après quoi il reçoit une mention dans des dépêches (citation militaire) du Vice-Amiral Sir David Beatty, commandant de la flotte de croiseurs de bataille, et l'Ordre russe de St. Vladimir, troisième classe avec épées. Promu contre-amiral le 26 avril 1917, il commande alors le 6e escadron de croiseurs légers, battant pavillon du HMS Cardiff. En novembre 1918, Alexander-Sinclair a l'honneur de conduire la flotte allemande qui s'est rendue à l'internement à Scapa Flow, et est nommé Chevalier Commandeur de l'Ordre du Bain.
Peu après, en décembre 1918, le 6e escadron d'Alexander-Sinclair est envoyé dans la Baltique, à la demande du gouvernement estonien, pour participer à la guerre d'indépendance de l'Estonie. Ils livrent 6 500 fusils, 200 mitrailleuses et deux canons de campagne. L'escadron britannique capture également deux destroyers russes, le Spartak et le Avtroil, et les remet à l'Estonie, qui les rebaptise Vambola et Lennuk. Alexander-Sinclair bloque ensuite la base de la marine russe à Cronstadt jusqu'à ce qu'il soit relevé par le 1er escadron de croiseurs légers commandé par le contre-amiral Walter Cowan. Il est amiral-superintendant de la base navale de Portsmouth de 1920 à 1922, et après avoir été promu vice-amiral le 4 avril 1922, il commande le 1er escadron de combat de l'Atlantic Fleet (flotte de l'Atlantique) de 1922 à 1924. Il sert ensuite comme commandant en chef de la station de Chine (China Station) de 1925 à 1926, et après avoir été promu amiral le 4 octobre 1926,  il est commandant en chef de The Nore de 1927 à 1930. Il prend sa retraite en 1930.

## Distinctions honorifiques

### Décorations britanniques
- - Chevalier Grand-croix de l'Ordre du Bain

- - Membre de l'Ordre royal de Victoria

- Citation militaire britannique

### Décorations étrangères
- - Croix de la Liberté [VR I/1] (Estonie)

- - Ordre de Saint-Vladimir, troisième classe avec épées (Russie)